# Port Wentworth
Port Wentworth är en stad (city) i Chatham County, i delstaten Georgia, USA. Enligt United States Census Bureau har staden en folkmängd på 5 492 invånare (2011) och en landarea på 42,6 km².